# Lorenzo Soares Fonseca
Lorenzo Soares Fonseca (Rotterdam, 17 januari 1998) is een Nederlands voetballer van Kaapverdische afkomst die als verdediger speelt. In 2019 debuteerde hij voor het Kaapverdisch voetbalelftal.

## Carrière
Lorenzo Soares Fonseca speelde in de jeugd van Spartaan'20 en Sparta Rotterdam. Hij staat bekend om zijn traptechniek en in het bijzonder zijn lange pass. Sinds 2016 speelt hij met Jong Sparta in de Tweede divisie. Hij debuteerde in het eerste elftal van Sparta op 26 april 2019, in de met 2-2 gelijkgespeelde thuiswedstrijd tegen Jong Ajax. Soares Fonseca kwam in de 19e minuut in het veld voor Fankaty Dabo. Soares Fonseca promoveerde in 2019 via de play-offs met Sparta naar de Eredivisie. In februari 2021 ging hij naar FC Den Bosch.

### Clubstatistieken

#### Beloften
| Seizoen                     | Club                  | Land            | Competitie      | Competitie | Competitie | Overig | Overig | Totaal | Totaal |
| Seizoen                     | Club                  | Land            | Competitie      | Wed.       | Dlp.       | Wed.   | Dlp.   | Wed.   | Dlp.   |
| --------------------------- | --------------------- | --------------- | --------------- | ---------- | ---------- | ------ | ------ | ------ | ------ |
| 2016/17                     | Jong Sparta Rotterdam | Nederland       | Tweede divisie  | 13         | 2          | –      | –      | 13     | 2      |
| 2017/18                     | Jong Sparta Rotterdam | Nederland       | Tweede divisie  | 26         | 1          | –      | –      | 26     | 1      |
| 2018/19                     | Jong Sparta Rotterdam | Nederland       | Tweede divisie  | 14         | 1          | –      | –      | 14     | 1      |
| Totaal beloften             | Totaal beloften       | Totaal beloften | Totaal beloften | 53         | 4          | 0      | 0      | 53     | 4      |
| Bijgewerkt op 26 april 2019 |                       |                 |                 |            |            |        |        |        |        |

#### Senioren
| Seizoen                   | Club             | Land            | Competitie      | Competitie | Competitie | Beker | Beker | Play-offs | Play-offs | Totaal | Totaal |
| Seizoen                   | Club             | Land            | Competitie      | Wed.       | Dlp.       | Wed.  | Dlp.  | Wed.      | Dlp.      | Wed.   | Dlp.   |
| ------------------------- | ---------------- | --------------- | --------------- | ---------- | ---------- | ----- | ----- | --------- | --------- | ------ | ------ |
| 2018/19                   | Sparta Rotterdam | Nederland       | Eerste divisie  | 2          | 0          | 0     | 0     | 1         | 0         | 3      | 0      |
| Totaal senioren           | Totaal senioren  | Totaal senioren | Totaal senioren | 2          | 0          | 0     | 0     | 1         | 0         | 3      | 0      |
| Carrièretotaal            | Carrièretotaal   | Carrièretotaal  | Carrièretotaal  | 55         | 4          | 0     | 0     | 1         | 0         | 56     | 4      |
| Bijgewerkt op 3 juni 2019 |                  |                 |                 |            |            |       |       |           |           |        |        |